# Varice
Varicele reprezintă dilatații patologice și permanente ale venelor ce aparțin sistemului venos superficial, situate în majoritatea cazurilor la nivelul membrelor inferioare. Varicele au culoarea albăstruie și se formează din cauza unei insuficiențe venoase. Venele membrelor inferioare sunt prevăzute cu valve unidirecționale, care asigură circulatia sângelui către inimă de jos in sus. Dacă aceste valve își pierd capacitatea de antireflux, venele se dilată și apar varicele.

## Factori favorizanți
Varicele sunt mai frecvente la femei, 60% dintre acestea prezentând semne ale bolii la vârste cuprinse între 20 și 50 de ani. Varicele sunt favorizate de factori de mediu sau care țin de stilul de viață:
- o profesie care impune statul prelungit în picioare (profesori, vânzători, stomatologi, frizeri, etc.);
- efortul muscular intens și prelungit (halterofili) sau trepidațiile, căldura și umiditatea excesivă;
- obezitatea care, pe lângă surplusul de greutate care apasă asupra membrelor inferioare, prin tulburările neuro-endocrine și metabolice pe care le implică, adâncește leziunile peretului venos;
- sarcina, prin creșterea presiunii intraabdominale;
- factori genetici, prezenți în peste 80% din cazuri.

## Simptomele bolii
Debutul afecțiunii este lent și se manifestă prin senzația de neliniște la nivelul gambei, caracterizată prin discrete amorțeli și o senzație de greutate. Aceste fenomene apar după statul prelungit în picioare, eforturi intense sau o pozitie șezândă îndelungată și dispar în poziția culcată, cu picioarele ușor ridicate.
În stadiul varicelor constituite se observă „coloane" venoase dilatate, cu traseu șerpuitor, care apar ințial în porțiunea superioară a gambei. Edemul, care în faza de debut este discret, se extinde și devine permanent. Tegumentul se subțiaza și devine transparent, lucios, cu zone de hiperpigmentare, cu pilozitate redusă și foarte sensibila la traumatisme chiar de intensitate redusă.
Varicele netratate pot duce la dezvoltarea unor complicații cum sunt: ulcerarația de gambă, ruptura varicelor cu hemoragia consecutivă și tromboflebita.

## Cauze

Ilustrația arată cum se formează o vena varicoasă într-un picior. Figura A prezintă o vena normală cu o valvă în lucru și un flux sanguin normal. Figura B reprezintă o venă varicoasă cu o valvă deformată, un flux sanguin anormal și pereți subțiri, întinși. Imaginea din mijloc arată unde pot apărea vene varicoase într-un picior.

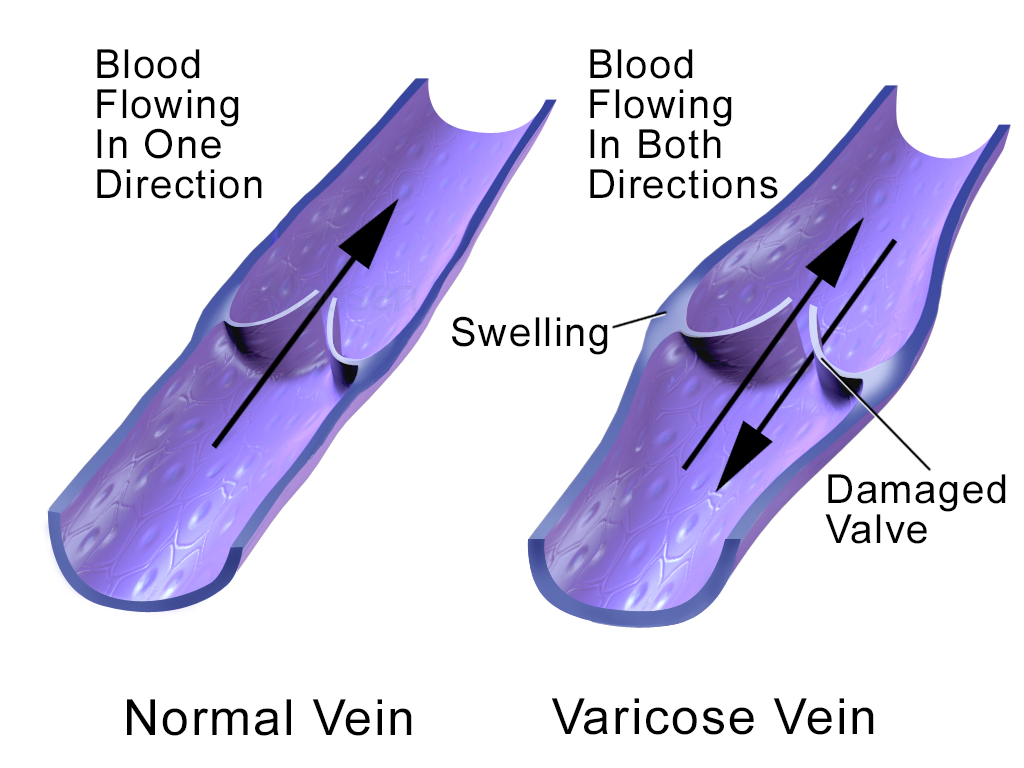
Comparație între venele sănătoase și varicoase

Varicele sunt mai frecvente la femei decât la bărbați și sunt legate de ereditate. Alți factori înruditori sunt sarcina, obezitatea, menopauza, îmbătrânirea, statul în picioare pe o perioadă îndelungată, rănirea piciorului și tensiunea abdominală. Varicele virotice sunt puțin probabil să fie cauzate de încrucișarea picioarelor sau gleznelor. Mai puțin frecvent, dar nu în mod excepțional, venele varicoase se pot datora altor cauze, cum ar fi obstrucția post-flebită sau incontinența, malformațiile venoase și arteriovenoase.

## Epidemiologie
Această afecțiune este cea mai frecventă după vârsta de 50 de ani. Este mai răspândită la femei. Există un rol ereditar. A fost observată în special la fumători, la cei care au constipație cronică și la persoane cu ocupații care necesită să stea în picioare perioade lungi de timp, cum ar fi lectori, asistenți medicali, conducători (muzicali și de autobuze), actori scenici, arbitri (cricket, javelin etc.); garda reginei, oratori, paznici de securitate etc.